# EMA (motorfiets)
EMA is een Duits historisch merk van motorfietsen.
De bedrijfsnaam was: Eduard Molitor, Motorfahrzeugbau, Aalen.
EMA was een van de honderden merken die in de eerste helft van de jaren twintig (in het geval van EMA: 1922) brood zagen in de grote vraag naar goedkope, lichte motorfietsjes. Men maakte daarvoor zelf frames, maar de 148cc-inbouwmotoren met liggende cilinder werden ingekocht bij DKW.
Door het grote aantal producenten was het aanbod groter dan de vraag, en toen in 1925 weer ruim 150 van deze merken van de markt verdwenen, was EMA daar ook bij.